# Skinhead Attitude
Skinhead Attitude ist ein Dokumentarfilm von Daniel Schweizer aus dem Jahr 2003, der sich mit der Skinhead-Subkultur beschäftigt.

## Inhalt
Die französisch-schweizerische Koproduktion begleitet die 22-jährige Renee (in der Skinheadszene üblicher Begriff für weibliche Skinheads) Karole auf einer Reise durch verschiedene europäische Städte und durch die USA und Kanada, wo sie sich mit Mitgliedern der Szene trifft und auch Konzerte besucht. Eine hohe Beachtung des Films gilt der Musik der Skinheads. Musiker wie Laurel Aitken, Bad-Manners-Frontmann Buster Bloodvessel und deutsche Gruppen wie Scrapy kommen zu Wort. Sie berichten über die Vorurteile gegenüber Skins, die von der Öffentlichkeit als Rassisten und Gewalttäter wahrgenommen werden. Es wird der Konflikt zwischen rechten und antirassistischen Skins beleuchtet. Auch bekennend neonazistische Skinheads kommen zur Sprache; diese werden aber von neutralen und linken Skinheads nicht als Szeneangehörige betrachtet, sondern abfällig als Boneheads bezeichnet (hierzu äußert sich Roddy Moreno, Sänger der walisischen Oi!-Band The Oppressed, in der Dokumentation wie folgt: „Kein Skin kann Rassist sein, weil er sonst seine schwarzen Wurzeln verleugnet“). Eine solche Gruppe trifft Schweizer in Schweden und später im Film auch in den USA. Der Film endet mit der Betrachtung eines Mordes an zwei antirassistischen Skinheads durch Rechtsextremisten in Las Vegas.

## Anerkennungen
Der Film war unter anderem für den Deutschen Fernsehpreis 2005 in der Kategorie „Bester Dokumentarfilm“ nominiert.